# HMS Burges (K347)
HMS Burges (K347) là một tàu frigate lớp Captain của Hải quân Hoàng gia Anh hoạt động trong Chiến tranh Thế giới thứ hai. Nó nguyên được Hoa Kỳ chế tạo như là chiếc BDE-12, một tàu hộ tống khu trục lớp Evarts, và chuyển giao cho Anh Quốc theo Chương trình Cho thuê-Cho mượn (Lend-Lease). Nó là chiếc tàu chiến thứ hai của Hải quân Anh được đặt tên theo Đại tá Hải quân Richard Rundle Burges, (1754-1797), người từng tham gia các cuộc Chiến tranh Cách mạng Hoa Kỳ và Chiến tranh Cách mạng Pháp. Nó đã phục vụ cho đến khi chiến tranh kết thúc tại Châu Âu, hoàn trả cho Hoa Kỳ năm 1945 nhưng rút biên chế và xóa đăng bạ ngay sau đó, và cuối cùng bị bán để tháo dỡ vào năm 1946.

## Thiết kế và chế tạo
Những tàu frigate lớp Captain thuộc phân lớp Evarts có chiều dài chung 289 ft 5 in (88,21 m), mạn tàu rộng 35 ft 1 in (10,69 m) và độ sâu mớn nước khi đầy tải là 8 ft 3 in (2,51 m). Chúng có trọng lượng choán nước tiêu chuẩn 1.140 tấn Anh (1.160 t); và lên đến 1.430 tấn Anh (1.450 t) khi đầy tải. Hệ thống động lực bao gồm bốn động cơ diesel General Motors Kiểu 16-278A nối với bốn máy phát điện để vận hành hai trục chân vịt; công suất 6.000 hp (4.500 kW) cho phép đạt được tốc độ tối đa 21 kn (24 mph; 39 km/h), và có dự trữ hành trình 4.150 nmi (4.780 mi; 7.690 km) khi di chuyển ở vận tốc đường trường 12 kn (14 mph; 22 km/h).
Vũ khí trang bị bao gồm ba pháo 3 in (76 mm)/50 cal trên tháp pháo nòng đơn có thể đối hạm hoặc phòng không, một khẩu đội 1,1 inch/75 caliber bốn nòng và chín pháo phòng không Oerlikon 20 mm. Vũ khí chống ngầm bao gồm một dàn súng cối chống tàu ngầm Hedgehog Mk. 10 (có 24 nòng và mang theo 144 quả đạn); hai đường ray Mk. 9 và tám máy phóng K3 Mk. 6 để thả mìn sâu.
Cái tên Burges nguyên được dự định đặt cho chiếc BDE-16, cũng là một tàu hộ tống khu trục lớp Evarts; và được đặt lườn tại Xưởng hải quân Mare Island, ở Vallejo, California vào ngày 14 tháng 3, 1942. Nó được hạ thủy vào ngày 26 tháng 9, 1942, và được đỡ đầu bởi bà Ann Bennett Wichels. Tuy nhiên kế hoạch chuyển giao bị hủy bỏ khi Hoa Kỳ quyết định giữ lại con tàu và đổi tên thành USS Edgar G. Chase (DE-16). Do đó cái tên Burges được chuyển sang chiếc BDE-12.
BDE-12 được đặt lườn tại Xưởng hải quân Boston ở Boston, Massachusetts vào ngày 8 tháng 12, 1942; nó được hạ thủy vào ngày 26 tháng 1, 1943. Con tàu được chuyển giao cho Anh vào ngày 2 tháng 6, 1943, mang ký hiệu lườn K347,  và nhập biên chế cùng Hải quân Hoàng gia Anh dưới quyền chỉ huy của Hạm trưởng, Thiếu tá Hải quân Harold Hill.

## Lịch sử hoạt động
Trong quá trình phục vụ cùng Hải quân Hoàng gia Anh, Burges hoạt động trong vai trò chính là hộ tống các đoàn tàu vận tải vượt Đại Tây Dương vào các năm 1943 và 1944, rồi đến giai đoạn cuối Thế Chiến II đã hoạt động tại khu vực eo biển Manche.
Sau khi chiến tranh kết thúc tại Châu Âu, con tàu được hoàn trả cho Hoa Kỳ tại thành phố New York vào ngày 27 tháng 2, 1946, nhằm giảm bớt chi phí mà Anh phải trả cho Hoa Kỳ trong Chương trình Cho thuê-Cho mượn (Lend-Lease). Con tàu được xem là dư thừa đối với Hải quân Hoa Kỳ khi chiến tranh đã kết thúc, nên tên nó được cho rút khỏi danh sách Đăng bạ Hải quân vào ngày 28 tháng 3, 1946, và con tàu được bán cho hãng  George H. Nutman, Inc. tại Brooklyn, New York vào tháng 11, 1946 để tháo dỡ. Công việc tháo dỡ bắt đầu từ ngày 31 tháng 7, 1947.